# Ham-en-Artois
Pour les articles homonymes, voir Ham.
Ham-en-Artois [am ɑ̃.n‿aʁtwa] est une commune française située dans le département du Pas-de-Calais en région Hauts-de-France. Ses habitants sont appelés les Hamois.
La commune fait partie de la communauté d'agglomération de Béthune-Bruay, Artois-Lys Romane qui regroupe 100 communes et compte 275 327 habitants en 2021.

## Géographie

### Localisation
Localisée dans l'est du département du Pas-de-Calais, Ham-en-Artois est une commune limitrophe, au sud-est, de la commune de Lillers (aire d'attraction) et située, à vol d'oiseau, à 14 km au nord-ouest de la commune de Béthune (chef-lieu d'arrondissement).
Le territoire de la commune est limitrophe de ceux de six communes.
Les communes limitrophes sont Isbergues, Lillers, Norrent-Fontes, Bourecq, Busnes et Guarbecque.

### Géologie et relief
La superficie de la commune est de 3,20 km2 ; son altitude varie de 19  à   33 mètres.

### Hydrographie

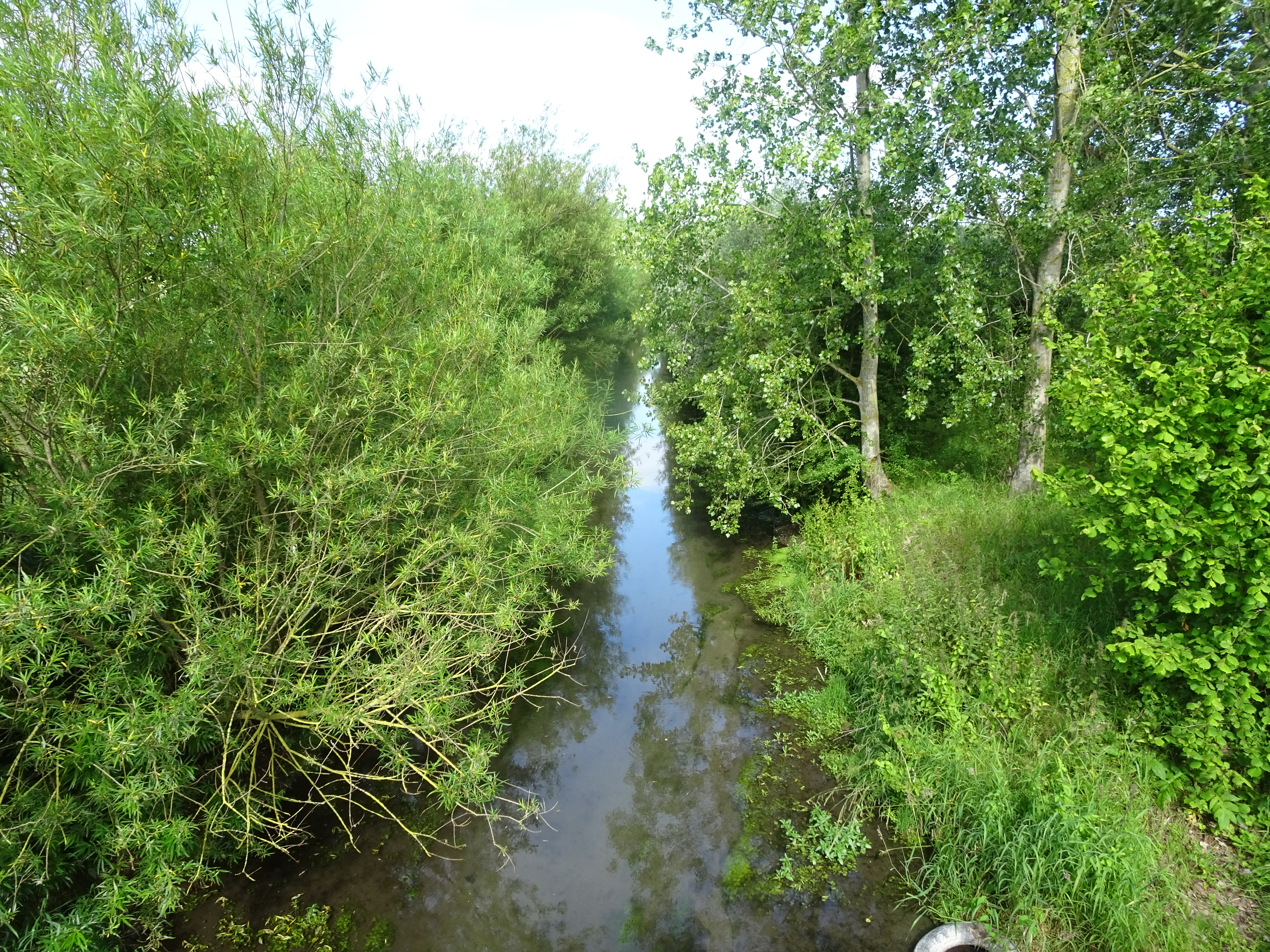
Le ruisseau du Guarbecque.

Le territoire de la commune est situé dans le bassin Artois-Picardie.
La commune est traversée par six cours d'eau :
- le ruisseau de Guarbecque, d’une longueur de 11,87 km[4], traverse la commune, il a contribué à l'assèchement du « marais pourri », qui existait autrefois sur les territoires de Guarbecque, Norrent-Fontes, Mazinghem, Molinghem et Berguette.

Un plan de lotissement de ce marais a été dressé (20 juin 1794 (2 messidor de l'an II)). Le territoire de la commune est marécageux, et est drainé par de nombreux canaux qui se rejettent dans le ruisseau de Guarbecque cité par l'archiviste départemental ;
- le Fauquethun, cours d'eau naturel de 7,59 km, qui prend sa source dans la commune de Guarbecque et se jette dans le Guarbecque, au niveau de la commune de Saint-Venant[6] ;
- le grand marais, cours d'eau naturel de 7,54 km, qui prend sa source dans la commune de Lillers, commune où il termine sa course[7] ;
- le Courant de Berguette, cours d'eau naturel de 3,23 km, qui prend sa source dans la commune d’Isbergues et se jette dans la Rivièrette ou Lys, au niveau de la commune d’Isbergues[8] ;
- le ruisseau du Warrenghem, d'une longueur de 2,61 km[9] ;
- et un cours d'eau au toponyme hydrographique inconnu, d'une longueur de 24,99 km[10].

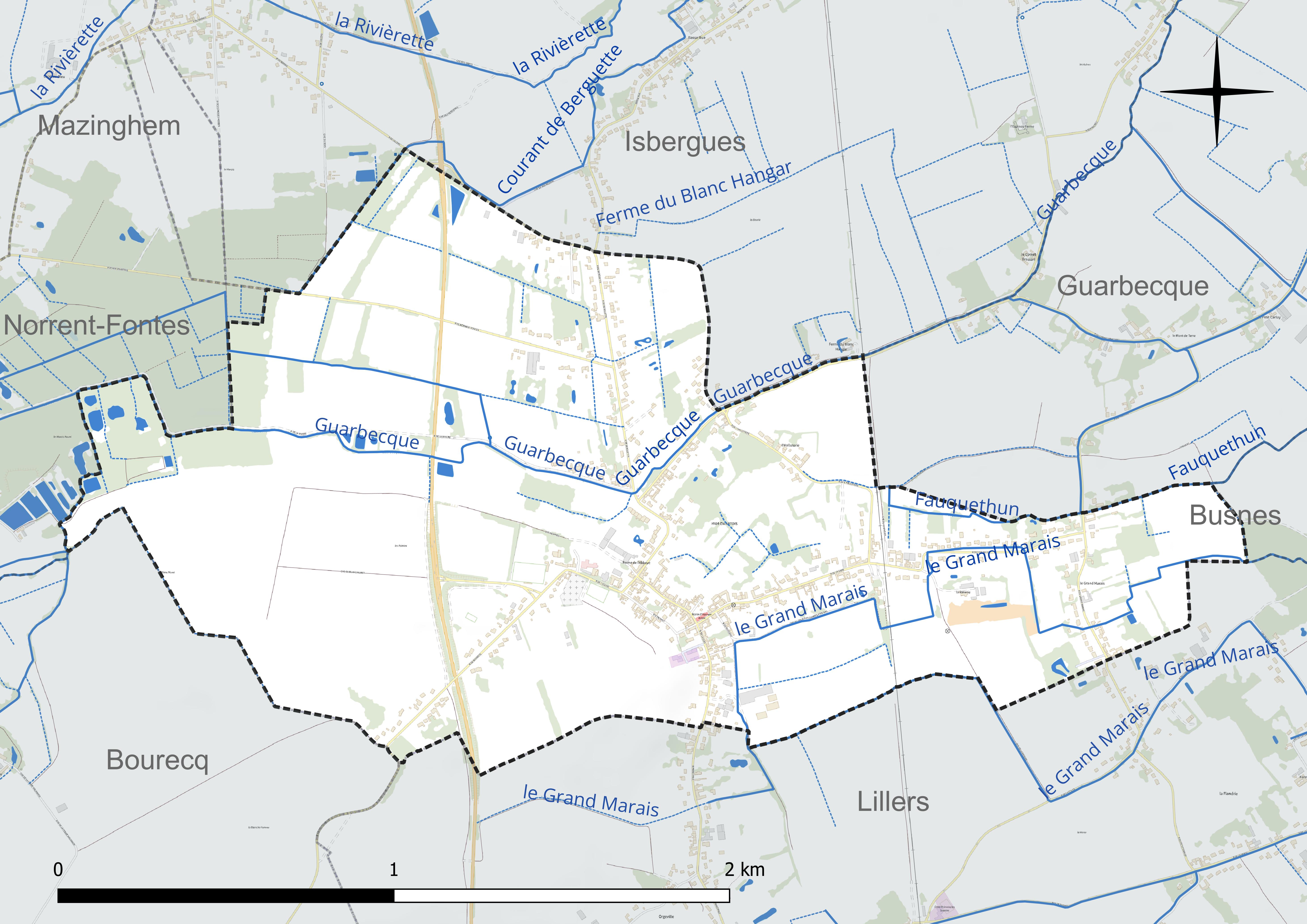
Réseau hydrographique de Ham-en-Artois.

### Climat
Pour des articles plus généraux, voir Climat des Hauts-de-France et Climat du Pas-de-Calais.
En 2010, le climat de la commune est de type climat océanique dégradé des plaines du Centre et du Nord, selon une étude du CNRS s'appuyant sur une série de données couvrant la période 1971-2000. En 2020, Météo-France publie une typologie des climats de la France métropolitaine dans laquelle la commune est exposée à un climat océanique et est dans la région climatique Côtes de la Manche orientale, caractérisée par un faible ensoleillement (1 550 h/an) ; forte humidité de l’air (plus de 20 h/jour avec humidité relative > 80 % en hiver), vents forts fréquents.
Pour la période 1971-2000, la température annuelle moyenne est de 10,5 °C, avec une amplitude thermique annuelle de 14,1 °C. Le cumul annuel moyen de précipitations est de 749 mm, avec 12,5 jours de précipitations en janvier et 9,1 jours en juillet. Pour la période 1991-2020, la température moyenne annuelle observée sur la station météorologique la plus proche, située sur la commune de Lillers à 3 km à vol d'oiseau, est de 11,1 °C et le cumul annuel moyen de précipitations est de 731,5 mm,. Pour l'avenir, les paramètres climatiques de la commune estimés pour 2050 selon différents scénarios d'émission de gaz à effet de serre sont consultables sur un site dédié publié par Météo-France en novembre 2022.
| Mois                                  | jan.           | fév.           | mars           | avril         | mai         | juin          | jui.        | août          | sep.          | oct.          | nov.          | déc.           | année      |
| ------------------------------------- | -------------- | -------------- | -------------- | ------------- | ----------- | ------------- | ----------- | ------------- | ------------- | ------------- | ------------- | -------------- | ---------- |
| Température minimale moyenne (°C)     | 2,2            | 1,8            | 3,1            | 4,8           | 8,1         | 11            | 12,8        | 12,9          | 10,3          | 8,3           | 5,4           | 2,9            | 7          |
| Température moyenne (°C)              | 4,7            | 4,8            | 7,2            | 10,2          | 13,1        | 16,1          | 18,2        | 18,2          | 15,5          | 12,1          | 8,2           | 5,4            | 11,1       |
| Température maximale moyenne (°C)     | 7,2            | 7,8            | 11,3           | 15,7          | 18,2        | 21,3          | 23,6        | 23,4          | 20,7          | 15,9          | 11            | 7,8            | 15,3       |
| Record de froid (°C) date du record   | −14,5 25.01.13 | −16,3 04.02.12 | −10,3 13.03.13 | −5,4 08.04.03 | −1 14.05.10 | 1,9 01.06.11  | 4 03.07.11  | 5,4 31.08.11  | 0,6 30.09.18  | −4,5 28.10.03 | −5,3 30.11.16 | −11,3 18.12.10 | −16,3 2012 |
| Record de chaleur (°C) date du record | 15,9 01.01.22  | 18,8 24.02.21  | 24,8 31.03.21  | 27,3 20.04.18 | 32 27.05.05 | 34,1 29.06.19 | 41 25.07.19 | 37,5 06.08.03 | 34,3 09.09.23 | 29 01.10.11   | 20,7 07.11.15 | 16,5 30.12.22  | 41 2019    |
| Précipitations (mm)                   | 60,2           | 51,3           | 46,5           | 44,1          | 57,5        | 60            | 65,4        | 69,6          | 59,6          | 67,3          | 73,6          | 76,4           | 731,5      |

### Milieux naturels et biodiversité
Histoire environnementale : La commune abritait autrefois un important marais qu'elle partageait avec les communes voisines.
Un plan du marais a été dressé par Lenglet en 1765, archivé aux archives départementales en 1894. L'archiviste départemental demandait en 1894 qu'on déposât aux archives départementales  « un petit dossier avec plan du marais commun de Ham et Molinghem ».
Le « marais pourri », qui constitue sur 5 ha un lieu d'habitats humides remarquables pour le secteur du lillerois, est géré par le Conservatoire d'espaces naturels du Nord et du Pas-de-Calais.

#### Espaces protégés et gérés
La protection réglementaire est le mode d’intervention le plus fort pour préserver des espaces naturels remarquables et leur biodiversité associée.
Dans ce cadre, la commune fait partie de deux espaces protégés :
- le marais pourri et marais groette (parcelle acquise en maitrise foncière), terrain acquis (ou assimilé) par le Conservatoire d'espaces naturels des Hauts-de-France, d'une superficie de 1,568 ha[20] ;
- le marais pourri et marais groette (parcelle en maitrise d'usage), terrain géré (location, convention de gestion) par le Conservatoire d'espaces naturels des Hauts-de-France, d'une superficie de 5,842 ha[21].

#### Zone naturelle d'intérêt écologique, faunistique et floristique
L’inventaire des zones naturelles d'intérêt écologique, faunistique et floristique (ZNIEFF) a pour objectif de réaliser une couverture des zones les plus intéressantes sur le plan écologique, essentiellement dans la perspective d’améliorer la connaissance du patrimoine naturel national et de fournir aux différents décideurs un outil d’aide à la prise en compte de l’environnement dans l’aménagement du territoire.
Le territoire communal comprend une ZNIEFF de type 1 : le complexe humide du Guarbecque et marais Pourri, d’une superficie de 136 ha et d'une altitude variant de 15  à   20 mètres. Cette ZNIEFF présente une mosaïque de prairies, de fourrés, de haies de saules têtards, d’ourlets et de boisements, et le marais pourri est bordé de puits artésiens, ce qui a permis le développement de la cressiculture.

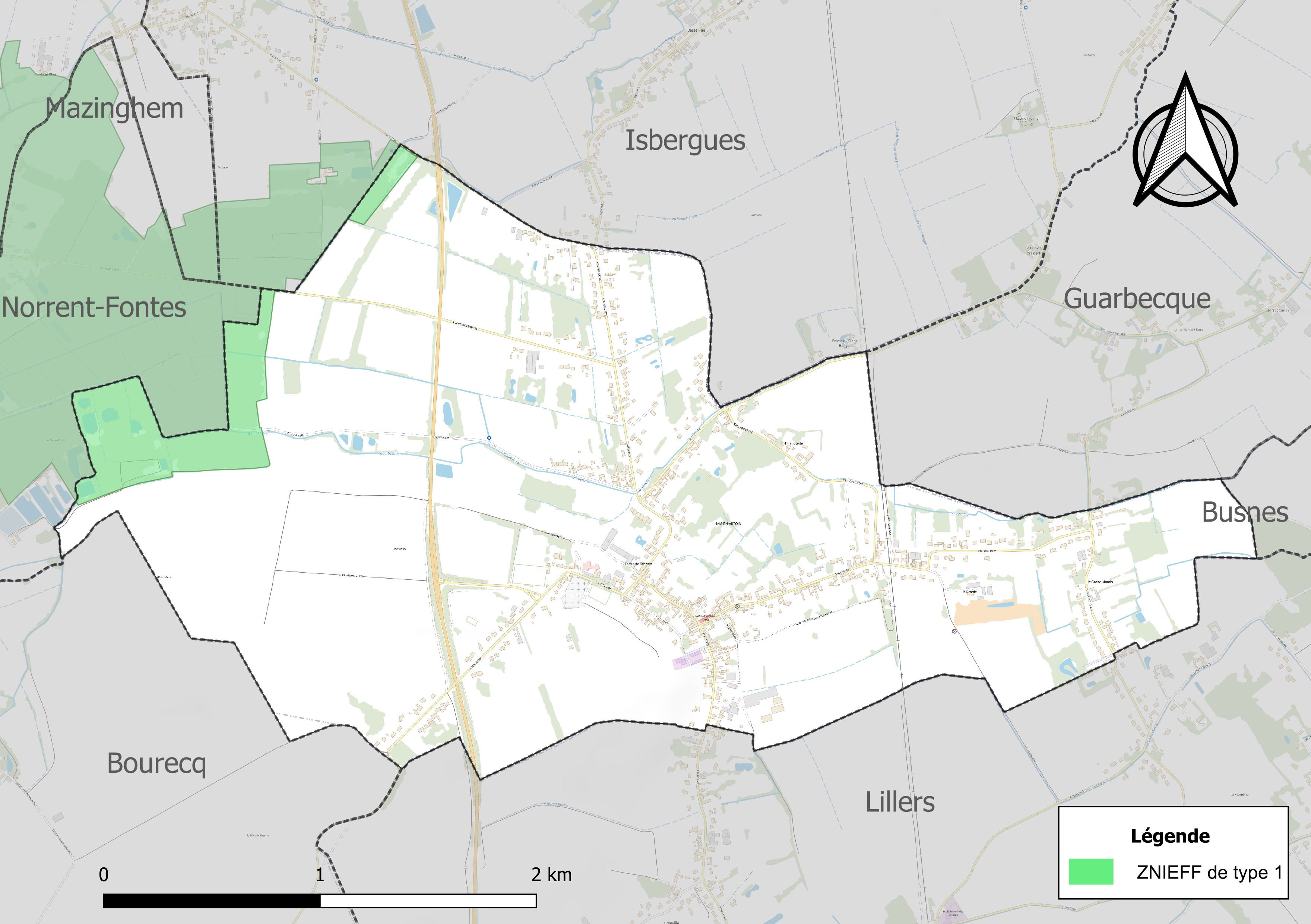
Carte de la ZNIEFF sur la commune.

#### Espèces faunistiques et floristiques
Le site de l’Inventaire national du patrimoine naturel (INPN) recense plusieurs espèces faunistiques et floristiques sur le territoire de la commune dont certaines sont protégées et d’autres menacées et quasi-menacées.

## Urbanisme

### Typologie
Au 1er janvier 2024, Ham-en-Artois est catégorisée bourg rural, selon la nouvelle grille communale de densité à sept niveaux définie par l'Insee en 2022.
Elle appartient à l'unité urbaine de Béthune, une agglomération inter-départementale regroupant 94  communes, dont elle est une commune de la banlieue,,. Par ailleurs la commune fait partie de l'aire d'attraction d'Auchel - Lillers, dont elle est une commune de la couronne,. Cette aire, qui regroupe 29 communes, est catégorisée dans les aires de 50 000 à moins de 200 000 habitants,.

### Occupation des sols
L'occupation des sols de la commune, telle qu'elle ressort de la base de données européenne d’occupation biophysique des sols Corine Land Cover (CLC), est marquée par l'importance des territoires agricoles (81,4 % en 2018), en diminution par rapport à 1990 (85,8 %). La répartition détaillée en 2018 est la suivante : 
terres arables (61,5 %), zones agricoles hétérogènes (16,2 %), zones urbanisées (13,8 %), forêts (4,7 %), prairies (3,7 %). L'évolution de l’occupation des sols de la commune et de ses infrastructures peut être observée sur les différentes représentations cartographiques du territoire : la carte de Cassini (XVIIIe siècle), la carte d'état-major (1820-1866) et les cartes ou photos aériennes de l'IGN pour la période actuelle (1950 à aujourd'hui).

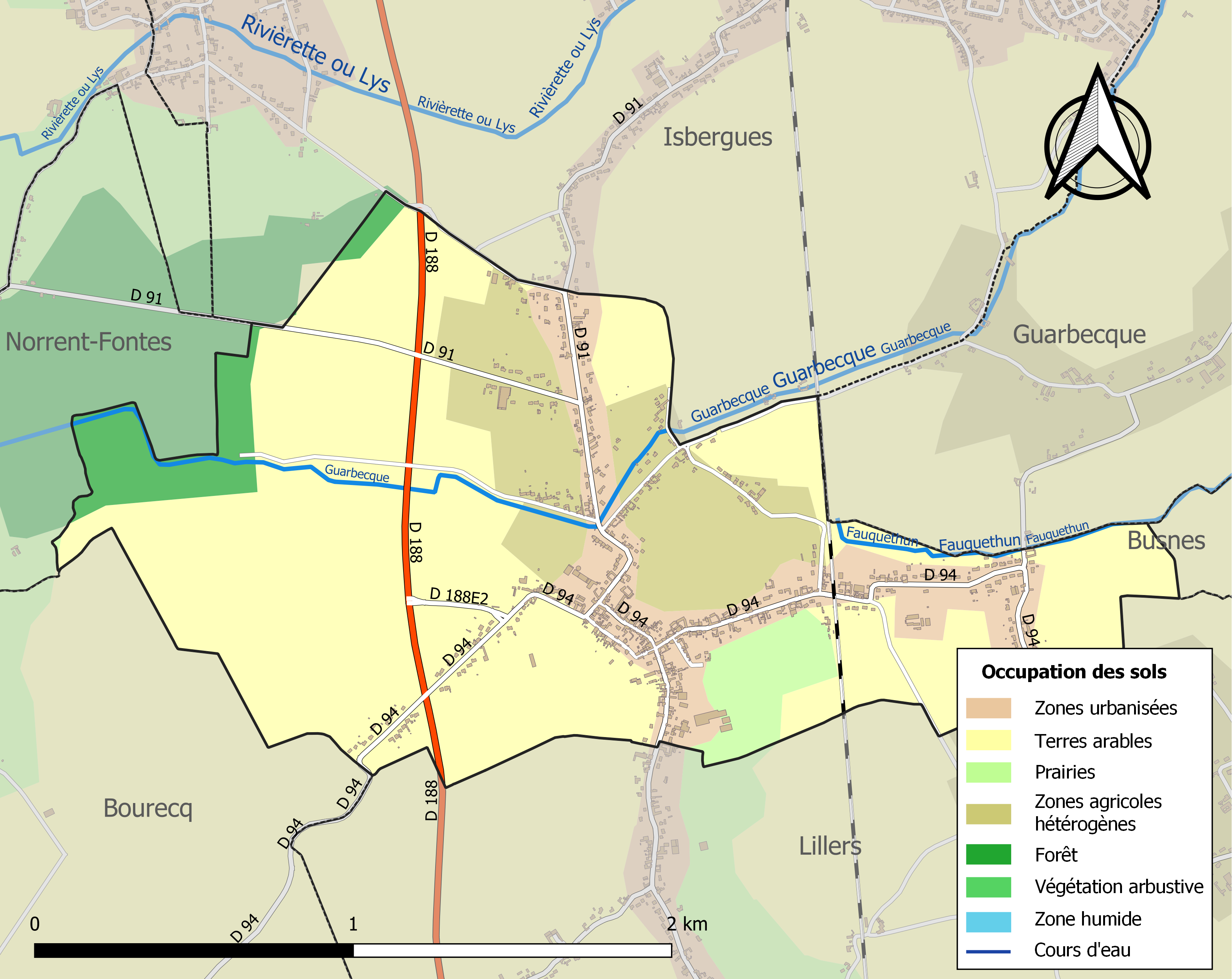
Carte des infrastructures et de l'occupation des sols de la commune en 2018 (CLC).

### Voies de communication et transports
Ham-en-Artois est desservie, à proximité, par un ensemble d'infrastructures important composé de l'autoroute A26, de la nationale 43 et de la liaison ferroviaire Arras-Dunkerque avec la gare de Ham-en-Artois.

#### Transport ferroviaire

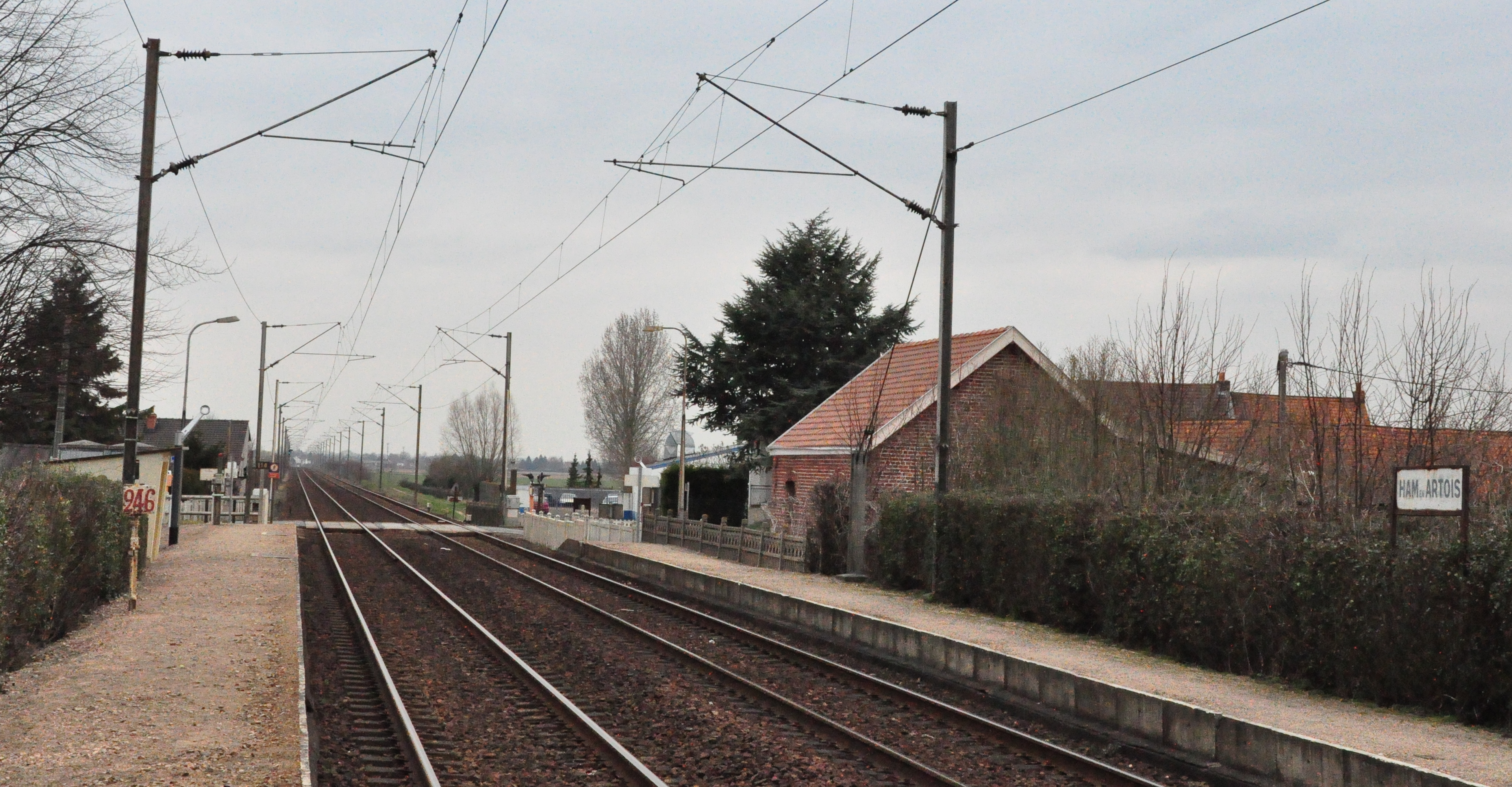
La gare.

La gare de Ham-en-Artois est desservie par des trains régionaux TER Hauts-de-France, reliant Arras à Hazebrouck ou Calais.

## Toponymie
Le nom de la localité est attesté sous les formes Hamma en 887 ; Ham en 1072) ; Hamensis villa en  1093 ; Hannum au XIe siècle ; Hames en 1304 ; Ham-delès-Lillers en 1310 ; Hen-en-Artoys en 1325 ; Hen-en-Artois en 1337 ; Hamemprez-Malaunoy en 1369 ; Hem-l’Abbeye en 1429 ; Ham-l’Abbaye en 1515 ; Han-l’Abaie en 1545 ; Ham-en-Arthois en 1612, Ham en 1793 et 1801 ; Ham-en-Artois depuis 1887.
Du germanique  masculin de hamma, « langue de terre se projetant en terrain d'inondation ».

## Histoire
- L'abbaye Saint-Sauveur est fondée en 1080[32] ou en 1480[33], sous l'invocation de Saint-Benoit par Ingelran, seigneur de Lillers et de sa conjointe Emma. Au fil du temps, l'abbaye Saint-Sauveur fut appelée Ham-les-Lillers, Ham-lès-Lilers, Saint-Sauveur de Ham, S. Hamum Liliriense, Hamus ou S. Salvator Hamensis[34].

Elle fut en grande partie détruite en 1793, et il reste actuellement que l'église abbatiale ainsi que le logis des abbés.

## Politique et administration

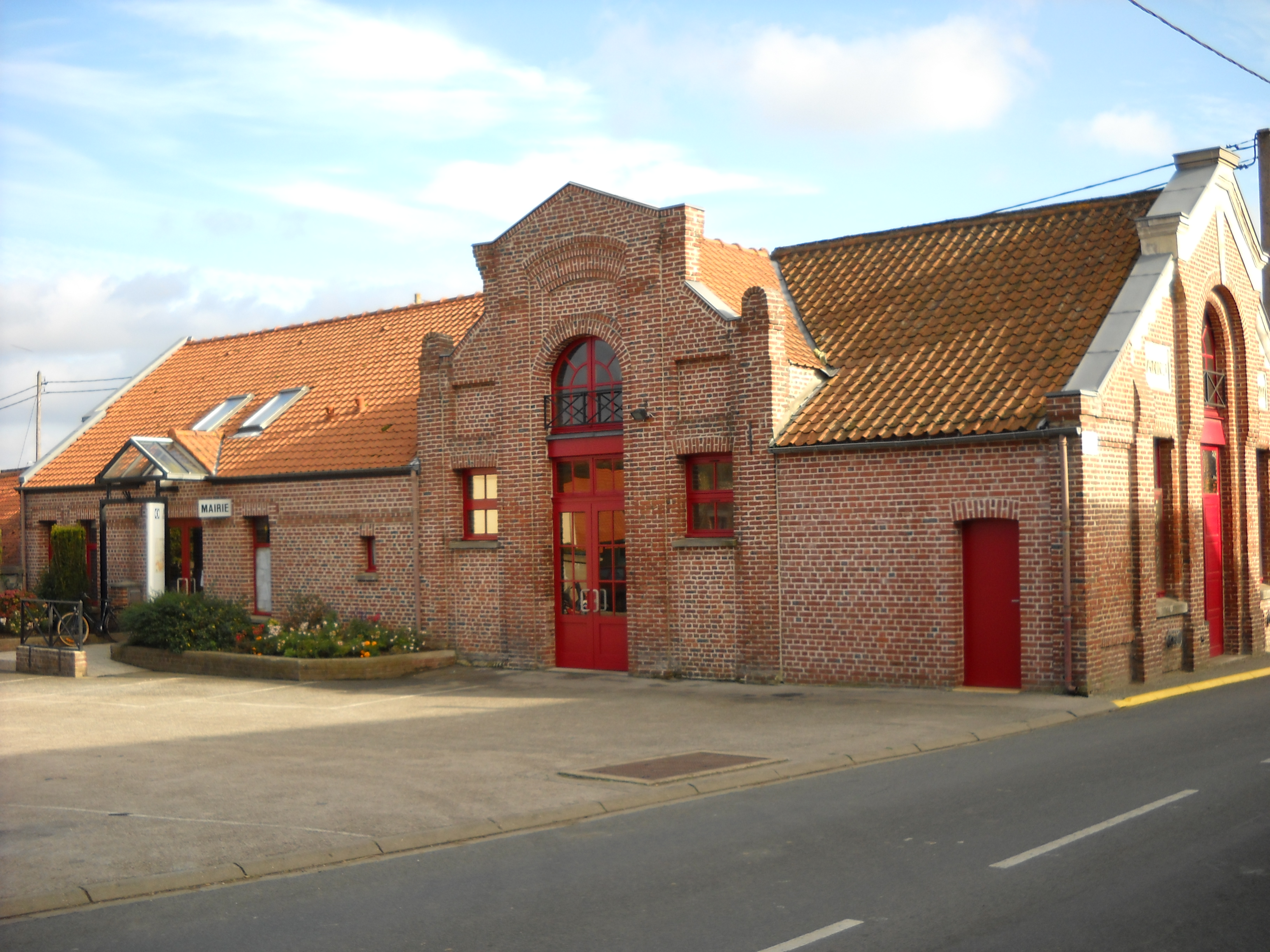
La mairie.

### Découpage territorial
La commune se trouve dans l'arrondissement de Béthune du département du Pas-de-Calais, depuis 1801.

#### Commune et intercommunalités
La commune est membre de la communauté d'agglomération de Béthune-Bruay, Artois-Lys Romane.

#### Circonscriptions administratives
La commune est rattachée au canton de Lillers. Avant le redécoupage cantonal de 2014, elle était, depuis 1801, rattachée au canton de Norrent-Fontes.

#### Circonscriptions électorales
Pour l'élection des députés, la commune fait partie de la huitième circonscription du Pas-de-Calais.

### Élections municipales et communautaires

#### Liste des maires
| Période   | Période                    | Identité         | Étiquette | Qualité                                                         |
| --------- | -------------------------- | ---------------- | --------- | --------------------------------------------------------------- |
| 1945      | 1946                       | P. Berger        |           |                                                                 |
| 1946      | 1958                       | Jean Lomel       |           |                                                                 |
| 1958      | 1977                       | Raymond Léturgie |           |                                                                 |
| mars 1977 | mars 1989                  | Amand Pignon     |           |                                                                 |
| mars 1989 | 16 avril 2008              | Gérard Puchois   |           | Mort en fonction                                                |
| juin 2008 | En cours (au 17 mars 2022) | Pierre Selin     |           | Réélu pour le mandat 2014-2020, Réélu pour le mandat 2020-2026, |

## Équipements et services publics

### Enseignement
La commune est située dans l'académie de Lille et dépend, pour les vacances scolaires, de la zone B.
Elle administre l’école primaire Les Tilleuls.

### Justice, sécurité, secours et défense
La commune dépend du tribunal judiciaire de Béthune, du conseil de prud'hommes de Béthune, de la cour d'appel de Douai, du tribunal de commerce d'Arras, du tribunal administratif de Lille, de la cour administrative d'appel de Douai, du pôle nationalité du tribunal judiciaire de Béthune et du tribunal pour enfants de Béthune.

## Population et société

### Démographie
Les habitants de la commune sont appelés les Hamois.

#### Évolution démographique
L'évolution du nombre d'habitants est connue à travers les recensements de la population effectués dans la commune depuis 1793. Pour les communes de moins de 10 000 habitants, une enquête de recensement portant sur toute la population est réalisée tous les cinq ans, les populations de référence des années intermédiaires étant quant à elles estimées par interpolation ou extrapolation. Pour la commune, le premier recensement exhaustif entrant dans le cadre du nouveau dispositif a été réalisé en 2004.

En 2022, la commune comptait 947 habitants, en évolution de −6,14 % par rapport à 2016 (Pas-de-Calais : −0,72 %, France hors Mayotte : +2,11 %).
| 1793 | 1800 | 1806 | 1821 | 1831 | 1836 | 1841 | 1846 | 1851 |
| ---- | ---- | ---- | ---- | ---- | ---- | ---- | ---- | ---- |
| 583  | 515  | 526  | 685  | 746  | 772  | 744  | 708  | 670  |

| 1856 | 1861 | 1866 | 1872 | 1876 | 1881 | 1886 | 1891 | 1896 |
| ---- | ---- | ---- | ---- | ---- | ---- | ---- | ---- | ---- |
| 606  | 648  | 707  | 682  | 666  | 623  | 711  | 642  | 656  |

| 1901 | 1906 | 1911 | 1921 | 1926 | 1931 | 1936 | 1946 | 1954 |
| ---- | ---- | ---- | ---- | ---- | ---- | ---- | ---- | ---- |
| 653  | 682  | 724  | 727  | 703  | 689  | 695  | 730  | 753  |

| 1962 | 1968 | 1975 | 1982  | 1990  | 1999 | 2004 | 2006 | 2009  |
| ---- | ---- | ---- | ----- | ----- | ---- | ---- | ---- | ----- |
| 856  | 863  | 890  | 1 005 | 1 032 | 989  | 978  | 971  | 1 002 |

| 2014  | 2019 | 2022 | - | - | - | - | - | - |
| ----- | ---- | ---- | - | - | - | - | - | - |
| 1 018 | 959  | 947  | - | - | - | - | - | - |

#### Pyramide des âges
En 2018, le taux de personnes d'un âge inférieur à 30 ans s'élève à 31,1 %, soit en dessous de la moyenne départementale (36,7 %). À l'inverse, le taux de personnes d'âge supérieur à 60 ans est de 29,4 % la même année, alors qu'il est de 24,9 % au niveau départemental.
En 2018, la commune comptait 481 hommes pour 495 femmes, soit un taux de 50,72 % de femmes, légèrement inférieur au taux départemental (51,50 %).
Les pyramides des âges de la commune et du département s'établissent comme suit.
| Hommes | Classe d’âge | Femmes |
| ------ | ------------ | ------ |
| 0,4    | 90 ou +      | 0,8    |
| 6,3    | 75-89 ans    | 10,1   |
| 19,2   | 60-74 ans    | 21,8   |
| 26,0   | 45-59 ans    | 20,8   |
| 15,4   | 30-44 ans    | 16,9   |
| 13,7   | 15-29 ans    | 15,0   |
| 18,8   | 0-14 ans     | 14,6   |

| Hommes | Classe d’âge | Femmes |
| ------ | ------------ | ------ |
| 0,5    | 90 ou +      | 1,6    |
| 5,6    | 75-89 ans    | 8,9    |
| 16,7   | 60-74 ans    | 18,1   |
| 20,2   | 45-59 ans    | 19,2   |
| 18,9   | 30-44 ans    | 18,1   |
| 18,2   | 15-29 ans    | 16,2   |
| 19,9   | 0-14 ans     | 17,9   |

## Culture locale et patrimoine

### Lieux et monuments

#### Monuments historiques
- L'église Saint-Sauveur est fondée en 1080 par Enguerrand, le seigneur de Lillers lors de son retour d'un pèlerinage, qu'il fit avec Bauduin, le comte de Guînes, à Saint-Jacques-de-Compostelle[48]. Dès sa création, l'église est rattachée à l'Abbaye Saint-Sauveur de Charroux qui observait la règle de l'ordre de Saint-Benoît, elle devient indépendante en 1252. L'église fait l’objet d’un classement au titre des monuments historiques depuis le 10 septembre 1913[49] 10 septembre 1913 : nef XIIe voûtée XIXe, collatéral et croisillon nord XIIe et XVe, collatéral et croisillon sud XIIe et XVIIe, chœur Renaissance 1695, clocher 1681. Elle héberge 33 éléments patrimoniaux, répertoriés dans la base Palissy, classés ou inscrits au titre d'objet des monuments historiques, dont 19 sont classés[50].
- Le caveau peint d'Agnès de Witternesse, en sous-sol sur le côté nord-est de l'église fait l’objet d’un classement au titre des monuments historiques depuis le 25 janvier 1980[49].

#### Autres monuments
- Le monument aux morts, surmonté d'une croix latine[51].

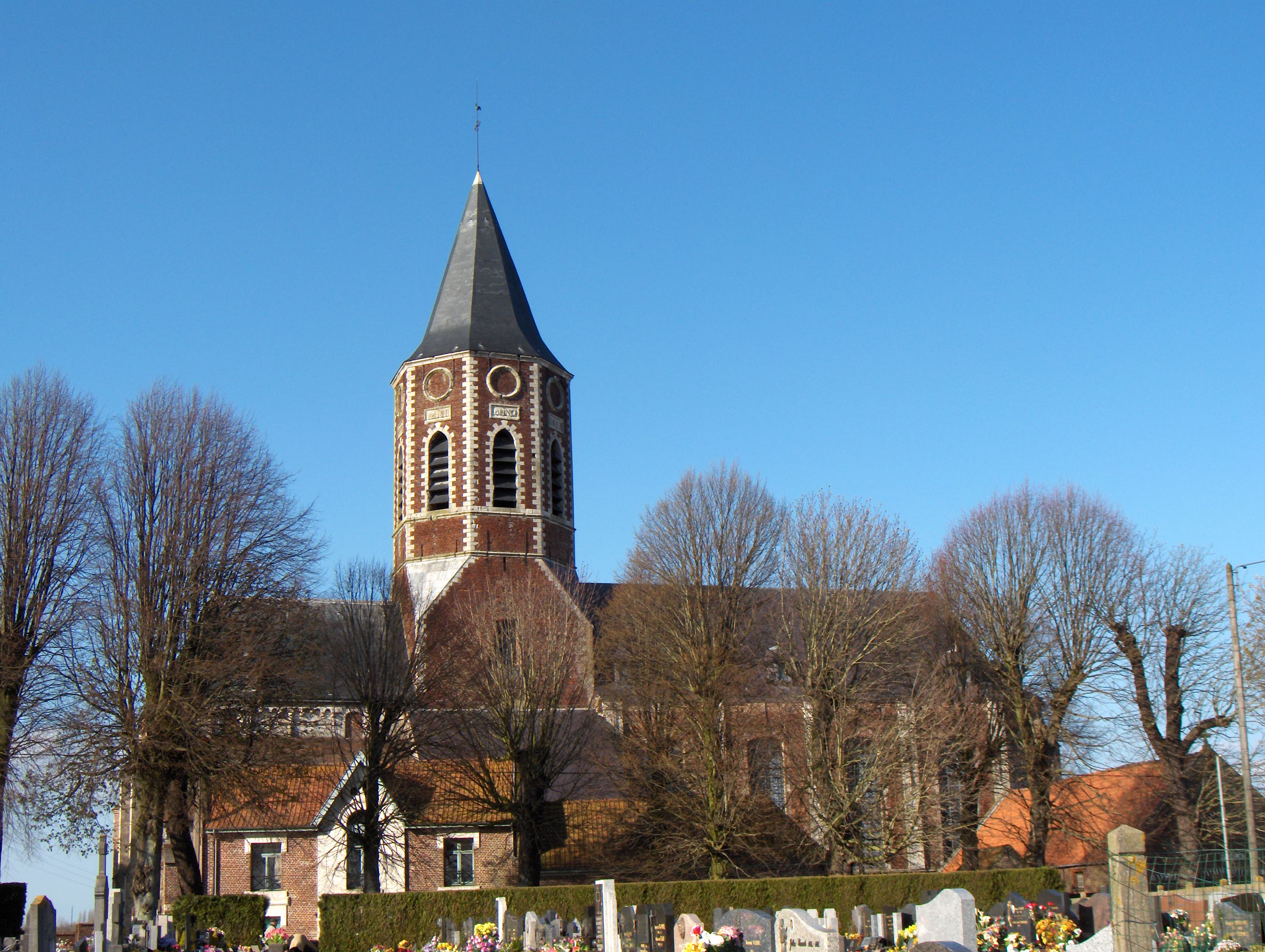
L'église et le cimetière.
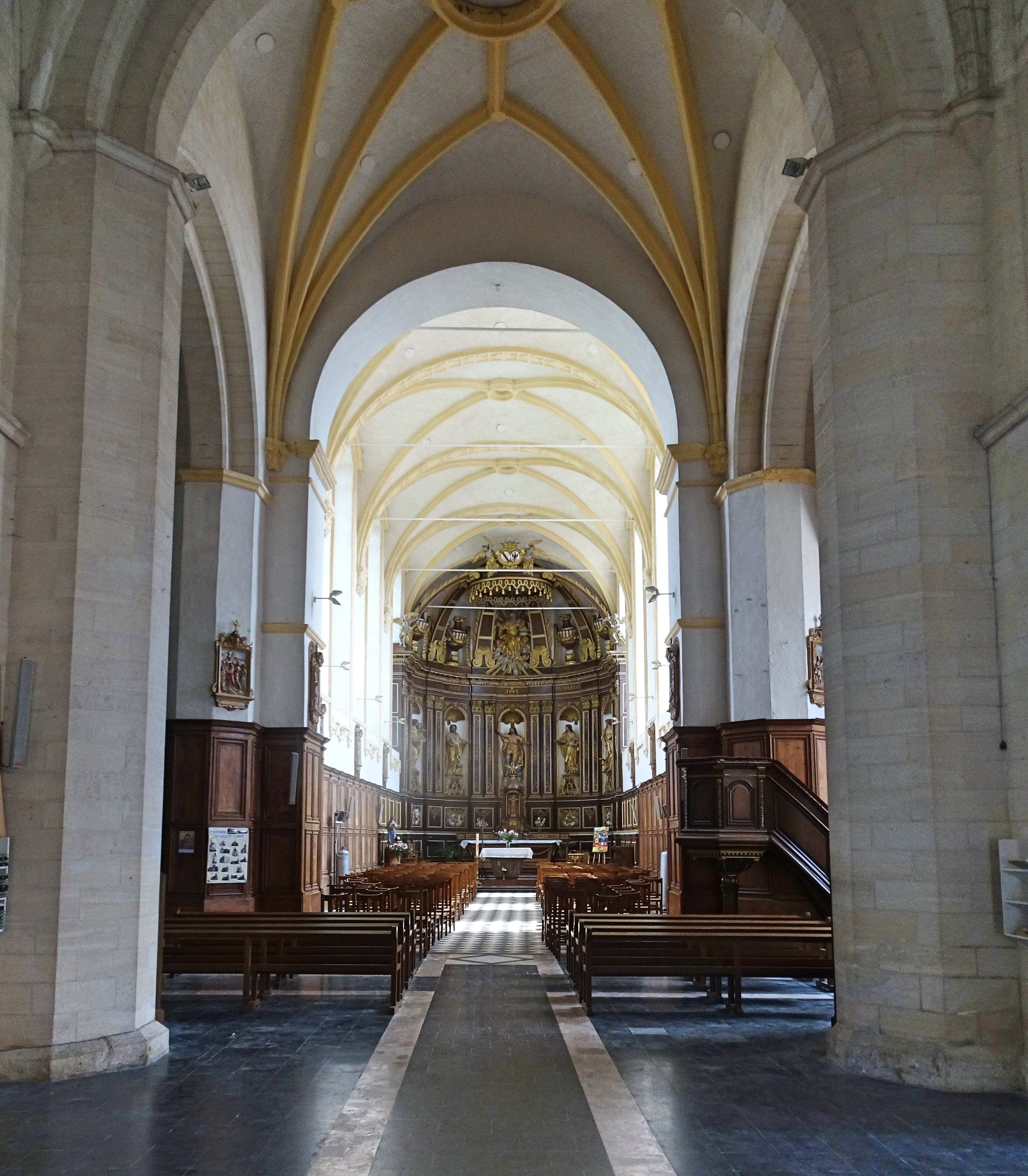
L'intérieur de l'église.
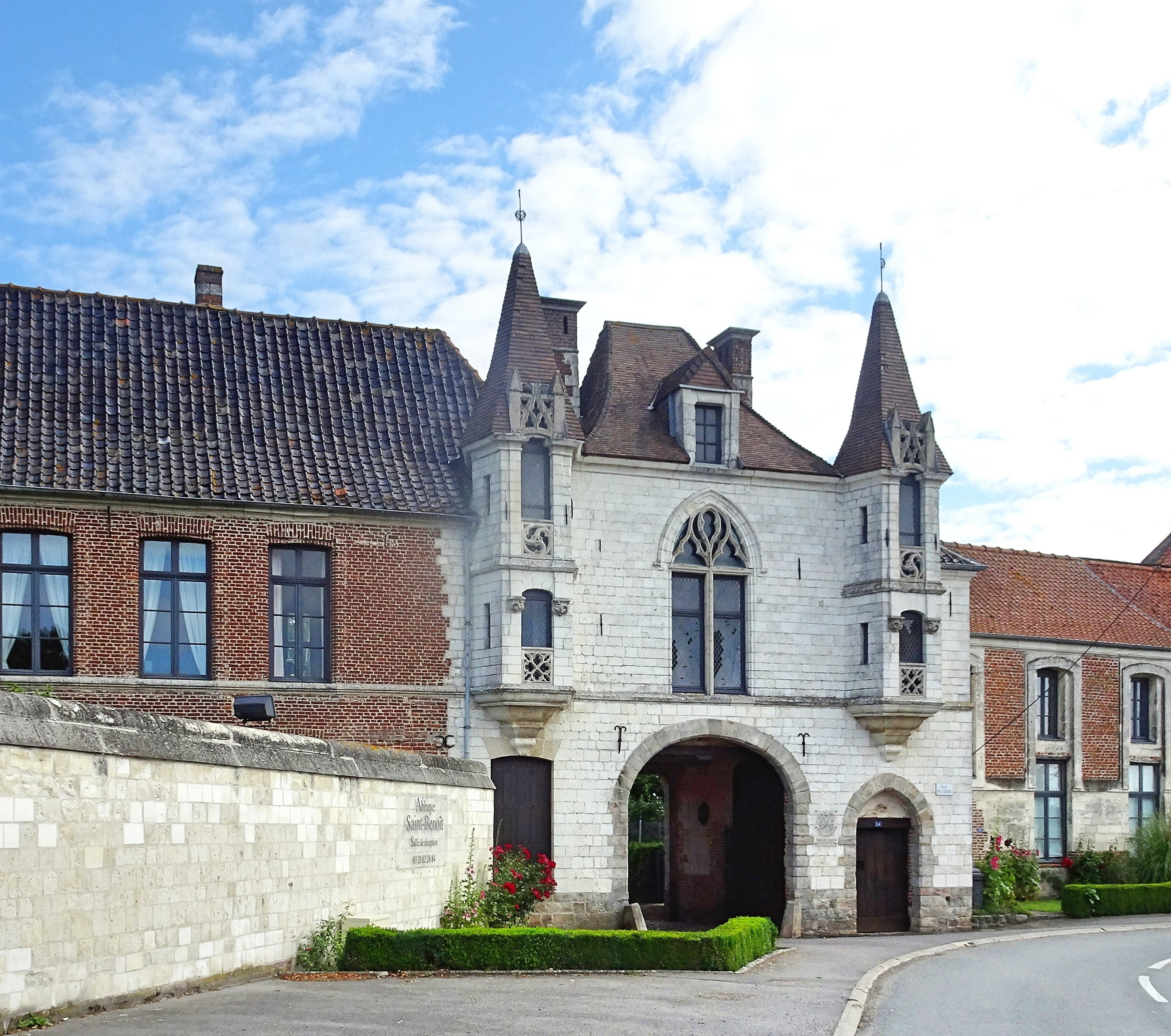
L'église abbatiale et le logis des abbés.
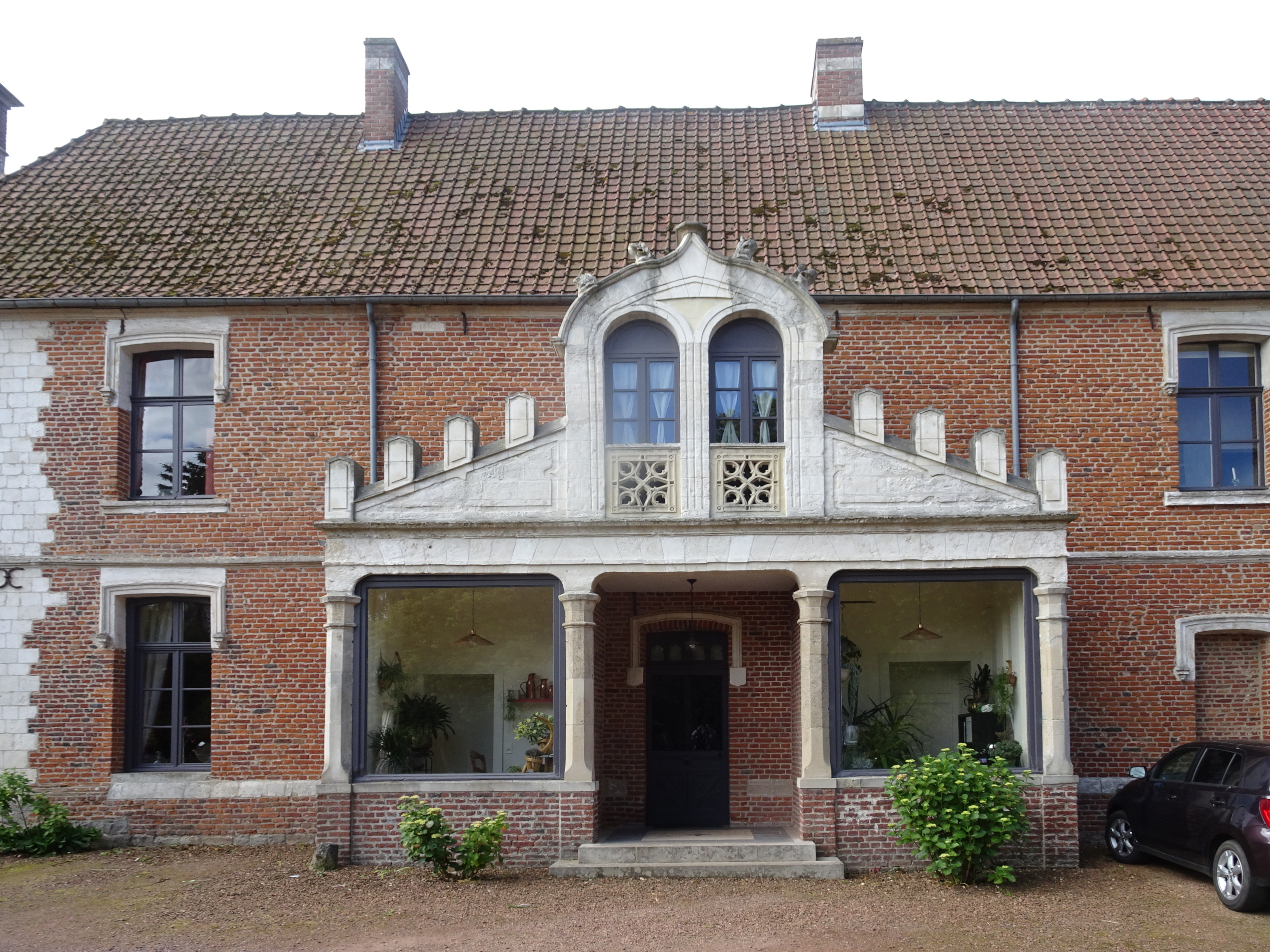
Vestiges de l'abbaye vue du parc.
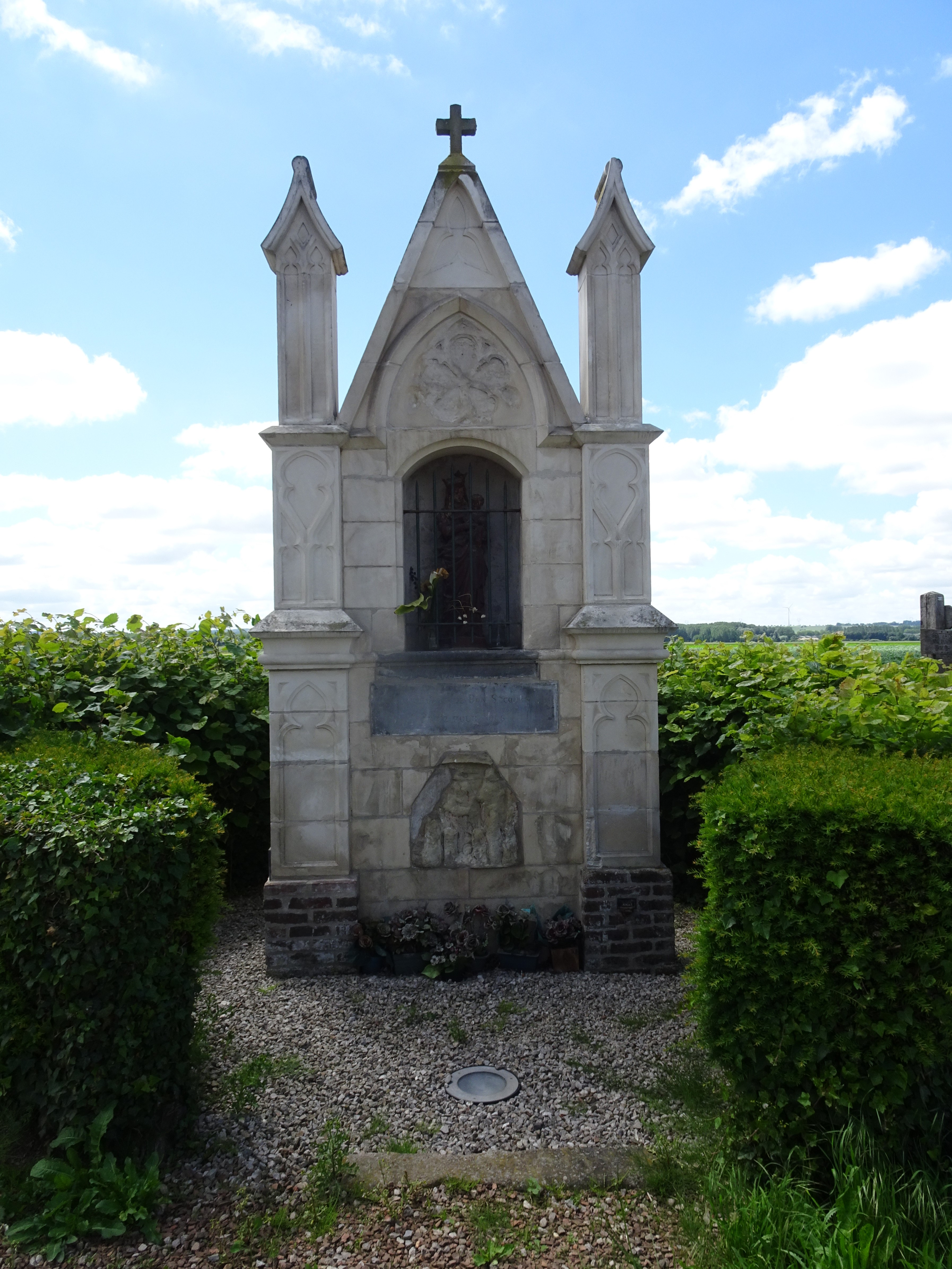
La chapelle Notre Dame de Bon Secours.

### Personnalités liées à la commune
- Joseph Thomas Delos (1891-1974), dominicain, docteur en droit, professeur de sociologie, de droit et de théologie sociale, né dans la commune.

### Héraldique, logotype et devise
| Blason de Ham-en-Artois | Blason  | D'azur à l'aigle d'argent.                       |
| Blason de Ham-en-Artois | Détails | Le statut officiel du blason reste à déterminer. |

## Pour approfondir

#### Bases de données, dictionnaires et encyclopédies
- Ressources relatives à la géographie :   - Insee (communes)
  - Ldh/EHESS/Cassini
- Ressource relative à plusieurs domaines :   - Annuaire du service public français
- Notices d'autorité :   - VIAF
  - BnF (données)
  - IdRef
  - LCCN
  - Israël
  - Tchéquie